# 马尔科·阿尔巴雷洛
马尔科·阿尔巴雷洛（義大利語：Marco Albarello，1960年5月31日—），意大利男子越野滑雪运动员。他曾代表意大利参加1988年、1992年、1994年和1998年冬季奥林匹克运动会越野滑雪比赛，共获得一枚金牌、三枚银牌和一枚铜牌。